# Kroatien
För andra betydelser, se Kroatien (olika betydelser).
Kroatien (kroatiska: Hrvatska), formellt Republiken Kroatien (kroatiska: Republika Hrvatska), är en republik i centrala/sydöstra Europa. Kroatien gränsar till Bosnien och Hercegovina och Serbien i öster, Slovenien i norr, Ungern i nordöst och Montenegro i söder. I väst och sydväst utgör Adriatiska havet en maritim statsgräns mot Italien. Kroatiens huvudstad och regeringssäte Zagreb är landets akademiska och vetenskapliga centrum samt en betydande trafikknutpunkt. År 2021 hade landet drygt 3,9 miljoner invånare.
Kroatien är en parlamentarisk demokrati och landet är medlem i Världshandelsorganisationen sedan år 2000, försvarsalliansen Nato sedan år 2009 och Europeiska unionen sedan år 2013. Sedan den 1 januari 2023 ingår Kroatien i Schengen- och euroområdet.

## Etymologi
Landets namn härrör från medeltidslatinets Croātia. I Branimir-inskriptionen från ungefär år 885, det äldsta bevarade dokument som nämner en kroatisk furste, omnämns kroaternas hertig som DUX CRUATORXVM. Ordets ursprung är inte helt utrett, med förslag både utifrån gotiska eller fornpersiska, förmedlat genom fornslaviska.

### Ordlån till andra språk
I lågtyskan blev ordet för kroat, "krawat", förvanskat till krabat och kom så småningom att beteckna en "filur, gynnare, kanalje eller rackare". Detta ord kom sedan in i svenskan med ungefär samma betydelse, men kan också stå för "liten unge".
Halskläder har starka band till Kroatien, då slipsen (kravata; kravatt) enligt legenden uppfanns där. Landet har också en lång tradition av musiker, artister och författare.

## Historia

### Förhistoria

Modeller föreställande en familj av Krapinamänniskor.

Arkeologiska fyndigheter visar att det område som idag utgör Kroatien har varit bebott sedan forntiden. Fynd efter Neandertalmänniskan har påträffats i nordvästra, norra och södra Kroatien. Fyndigheter från sten-, brons- och järnåldern består av lämningar efter Körös-, Vučedol-, Baden-, Latène- och Hallstattkulturen.

### Antiken
Under antiken beboddes dagens Kroatien av olika illyriska folkstammar, däribland dalmater, histrier, japoder och liburner. På 300-talet f.Kr. upprättade grekerna kolonier på bland annat öarna Hvar, Korčula och Vis. I samband med det Romerska rikets expansion och de illyriska krigen befäste dock romarna makten i området. Romarna grundade nya städer och de illyriska bosättningarna romaniserades. Till följd av bland annat ekonomisk desintegration och räder av barbariska folkstammar, däribland ostrogoter och avarer, drevs den romerska civilisationen i slutet av 500-talet till undergång vid den östra adriatiska kusten.

### Medeltiden
Landets namn härrör från medeltidslatinetsCroātia. I Branimir-inskriptionen från ungefär år 885, det äldsta bevarade dokument som nämner en kroatisk furste, omnämns kroaternas hertig som DUX CRUATORXVM. Ordets ursprung är inte helt utrett, med förslag både utifrån gotiska eller fornpersiska,förmedlat genom fornslaviska.

Under folkvandringstiden bosatte sig slaver i vad som idag är Kroatien. De kom norrifrån men föga är känt om deras ursprung. I det historiska verket De administrando imperio från 900-talet sägs kroaterna ha anlänt till dagens Kroatien från Vitkroatien på 600-talet. I modern historieskrivning tros slaverna gradvis ha anlänt under 500–800-talet. Kroaternas etnogenes är inte klarlagd och olika hypoteser om deras ursprung förekommer. Den vanligaste är den om kroaternas slaviska bakgrund som även fått stöd i den moderna forskningen. Men det finns även hypoteser om kroaternas keltiska eller iranska ursprung.
Sedan kroaterna etablerat sig i området upprättade de under 700-talet två furstendömen, av eftervärlden kallade Furstendömet Kroatien och Pannoniska Kroatien. År 925 grundades Kungariket Kroatien sedan Tomislav I förenat de båda furstendömena. Kungariket Kroatien stod på höjden av sin makt under 1000-talet men den inhemska kungaättens utslocknande, inbördes strider om kronan och ungrarnas inblandning ledde till att det år 1102 tvingades att ingå i personalunion med Ungern.
I söder fanns Dubrovnik (dåvarande Ragusa) som hade stått under bysantinsk och senare venetiansk kontroll. Under slutet av 1300-talet blev staden och dess besittningar en oberoende stadsstat vid namn Republiken Dubrovnik. Republiken skulle fortsättningsvis vara satt under grannländernas överhöghet.
Stora delar av 1400-talet präglades av landavträdelser och försvagning för Kungariket Kroatien. I väster stred man med Republiken Venedig över det kroatiska kustlandet och dess öar, och 1428 hade Venedig befäst makten över större delen av Dalmatien. Vid slaget vid Varna 1444 och slaget vid Krbava Polje 1493 led det kroatisk-ungerska kungariket stora förluster mot det av islam dominerade Osmanska riket, och kriget ledde till att mer än halva Ungern och Slavonien under en period stod under osmanernas kontroll.

### Habsburg

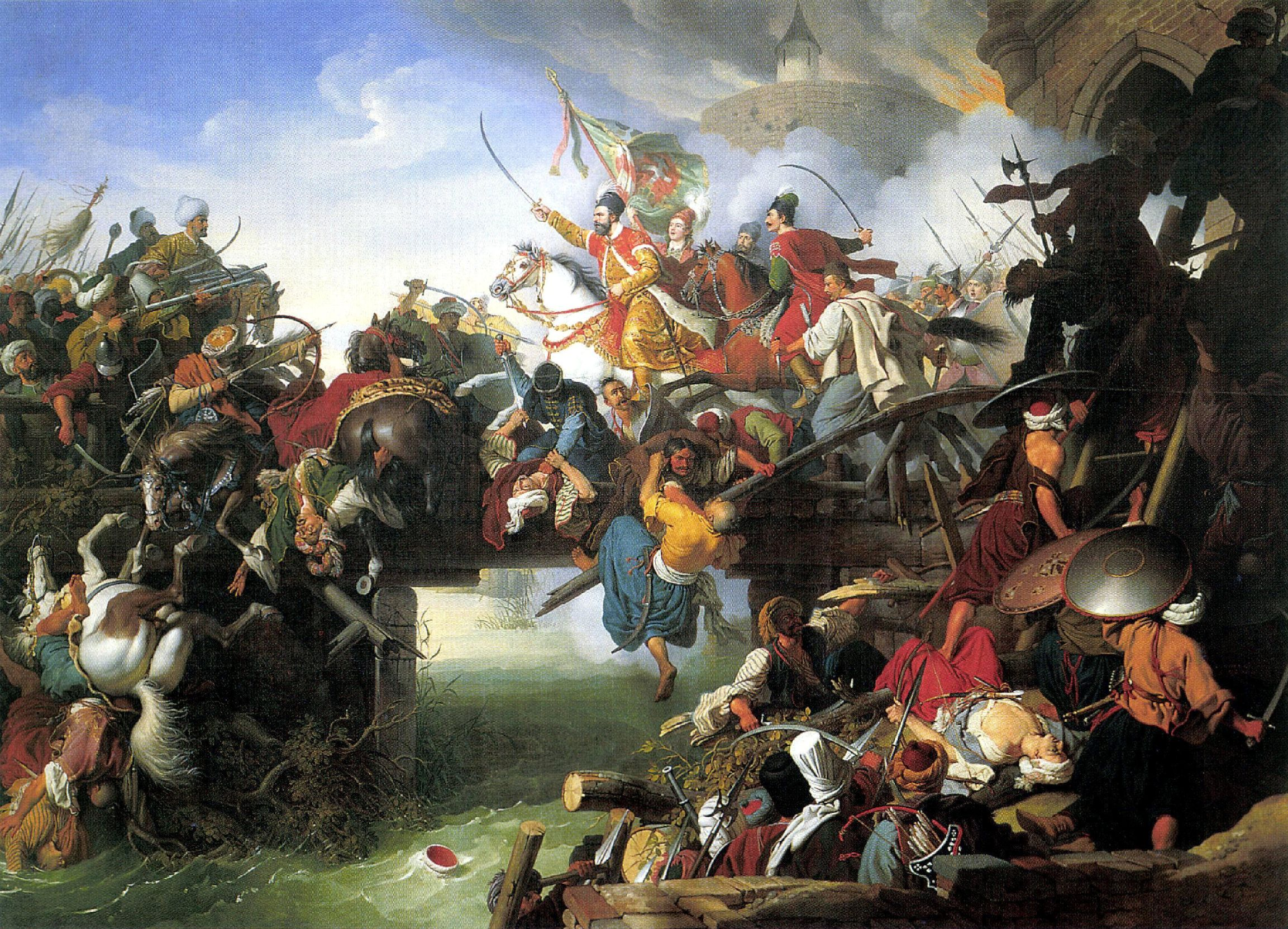
Nikola Šubić Zrinskis anfall från fortet i Szigetvár, 1566

Efter Slaget vid Mohács år 1526 och det kroatisk-ungerska kungarikets nederlag mot osmanerna fattade det kroatiska parlamentet ett historiskt beslut. Vid sammanträdet i Cetin den 1 januari 1527 beslöt den kroatiska adeln att välja habsburgaren Ferdinand I till Kroatiens kung. Den nya alliansen och habsburgska styret bestod i närmare 400 år och ledde till att osmanerna betvingades. På 1700-talet var större delen av Kroatien utom osmansk kontroll. Republikerna Venedig och Dubrovniks upplösning år 1797 och år 1808 respektive innebar att det istriska kustlandet, Dalmatien och Dubrovnik efter en kort fransk ockupation (1797–1815) inlemmades i österrikarnas domäner. Under 1800-talet svepte nationalistiska strömningar i den mångkulturella Dubbelmonarkin. I Kroatien tog den sig uttryck i illyrismen. Det habsburgska styret bestod dock fram till första världskriget och Österrike-Ungerns upplösning år 1918.

### Jugoslavien
Efter Österrike-Ungerns upplösning år 1918 skapades den sydslaviska staten Slovenernas, kroaternas och serbernas stat (från år 1929 kallat Jugoslavien) i vilken Kroatien kom att ingå. Den nya mångkulturella staten präglades av politisk turbulens och repression. Under andra världskriget ockuperades staten av Italien och Nazityskland. Med hjälp av tyskarna och italienarna upprättades den fascistiska marionettstaten Oberoende staten Kroatien ledd av den kroatiske fascisten Ante Pavelić och Ustaša-partiet. Efter krigets slut integrerades Kroatien åter i Jugoslavien som under kommunisten Josip Broz Titos ledarskap blev en socialistisk federativ stat efter 1963 års reform bestående sex delrepubliker: SR Bosnien och Hercegovina, SR Kroatien, SR Serbien, SR Slovenien, SR Makedonien och SR Montenegro. Politiskt missnöje i efterkrigsjugoslavien lade grunden för Kroatiska våren som i sin tur ledde till allt starkare självständighetsivrande.

### Självständighet

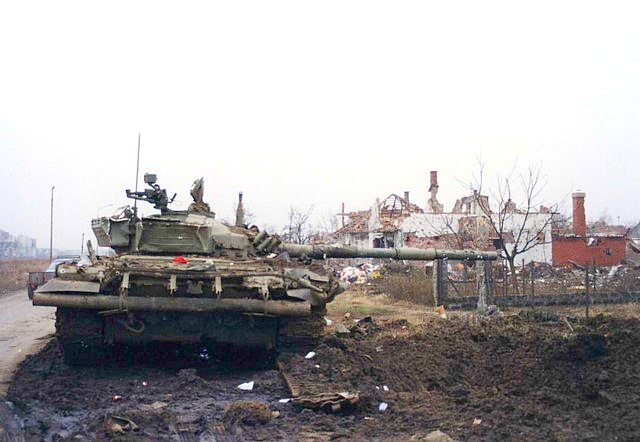
En förstörd jugoslavisk stridsvagn under slaget om Vukovar.

I slutet av 1980-talet försvagades kommunistregimerna i Öst- och Centraleuropa. Allt fler människor krävde kommunistregeringarnas avgång och införande av en demokratisk ordning vilket kom att symboliseras av rivningen av Berlinmuren år 1989. Dessa omvälvningar drabbade även det dåvarande Jugoslavien där det regerande kommunistpartiet i slutet av 1980-talet förlorade sin politiska auktoritet till förmån för de nationalistiska rörelser som växt fram i de olika delrepublikerna som utgjorde Jugoslavien. Efter självständighetsvalet år 1991 utropade Kroatien den 25 juni 1991 sin självständighet från Jugoslavien. I samband med detta bröt en väpnad konflikt ut mellan Kroatien på ena sidan och den jugoslaviska armén (JNA) och serbiska separatister på andra. Den väpnade konflikten, kallad kroatiska självständighetskriget, varade i knappt fem år och avslutades formellt den 12 november 1995 då Erdutavtalet slöts mellan Kroatien och Jugoslavien som då bestod av Serbien och Montenegro. År 1998 var UNTAES uppdrag fullbordat och de sista FN-soldaterna lämnade östligaste Kroatien. Efter självständighetskriget integreras Kroatien i västeuropeiska strukturer med bland annat medlemskap i Nato (2009) och Europeiska unionen (2013).

## Geografi

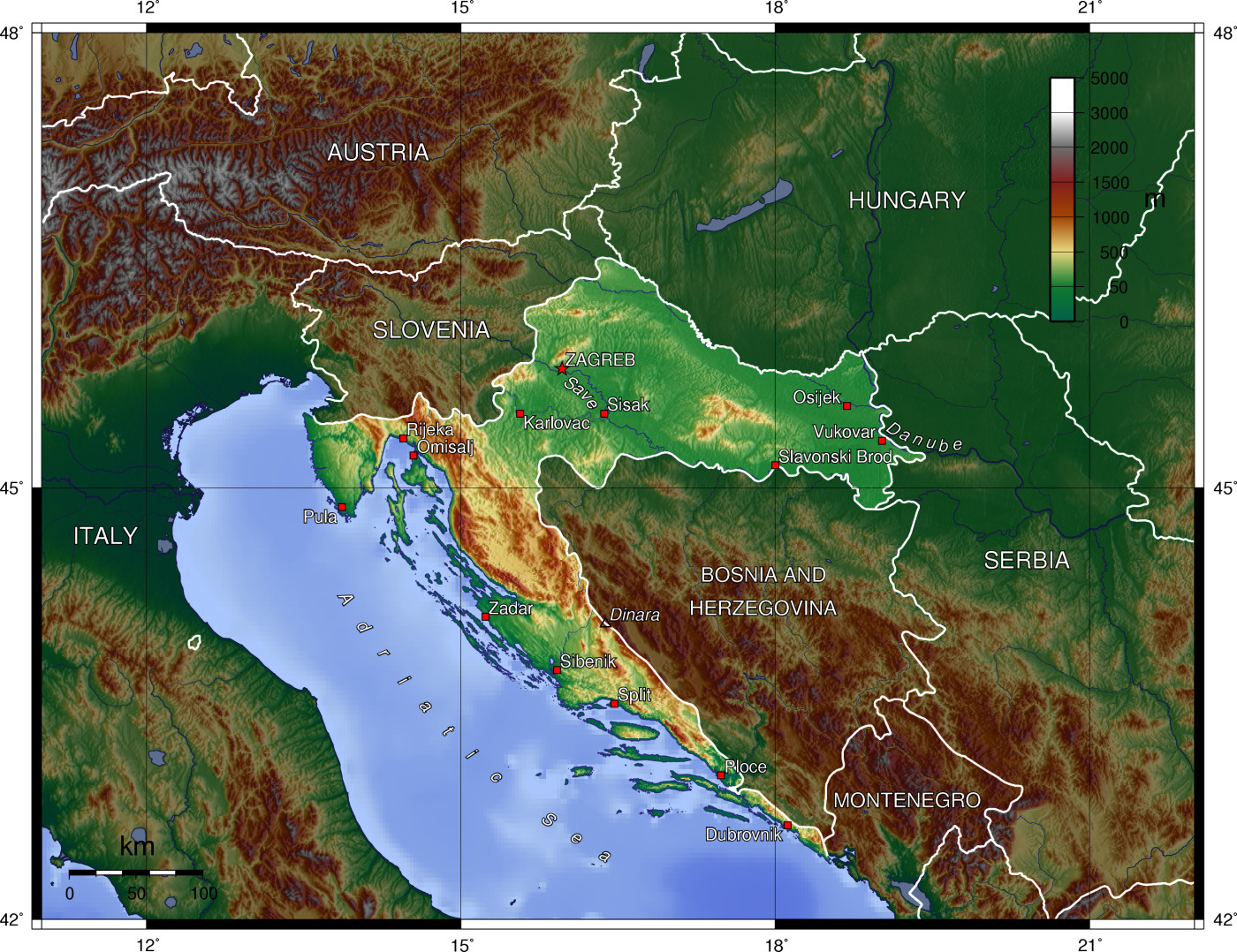
Topografisk karta över Kroatien.

Kroatien gränsar till Slovenien, Ungern, Serbien, Bosnien och Hercegovina, Montenegro samt maritimt mot Italien. Landet har en form som kan liknas vid en månskära eller hästsko. I den södra delen delas landet i två delar av Bosnien och Hercegovinas korta kuststräcka runt Neum. Det innebär att större delen av landets sydligaste län Dubrovnik-Neretvas län bildar en exklav.
Kroatien ligger i gränslandet mellan Syd-, Central- och Östeuropa vilket gör det svårt att hänföra till en specifik region. Kroatien räknas i vissa källor till Centraleuropa på grund av sin geografiska och långa kulturella och historiska anknytning till de centraleuropeiska länderna. I vissa källor räknas landet till Balkanhalvön vilket beror på landets geografiska läge och för att det åren 1918–1991 ingick i den tidigare staten Jugoslavien. Ytterligare andra källor placerar landet i Östeuropa, räknar det till medelhavsländerna eller placerar det mellan Östeuropa och Centraleuropa.
I landets norra och nordöstra del (Zagorje) domineras terrängen av fält, sjöar och åsar. I den östligaste delen (Slavonien) präglas landskapet av låglänt och bördig jordbruksmark. Regionerna Likas och Gorski kotars landskap präglas av tätt skogbeklädda berg emedan den smala adriatiska kustremsan (Istrien, Kvarnerviken och Dalmatien) mestadels är bergig och topografin präglas av karst.
Enligt den Kroatiska statistiska centralbyråns (Državni zavod za statistiku) definition har Kroatien 1 185 öar, holmar och rev. Kroatien är därmed det land som har flest landformer i Adriatiska havet och näst flest i Medelhavet efter Grekland. Av marknadsföringsskäl kallas landet stundom "de tusen öarnas land".
Det högsta berget är Dinara på 1 830 meter över havet och den största sjön är Vranasjön. Den längsta floden är Sava.

### Klimat

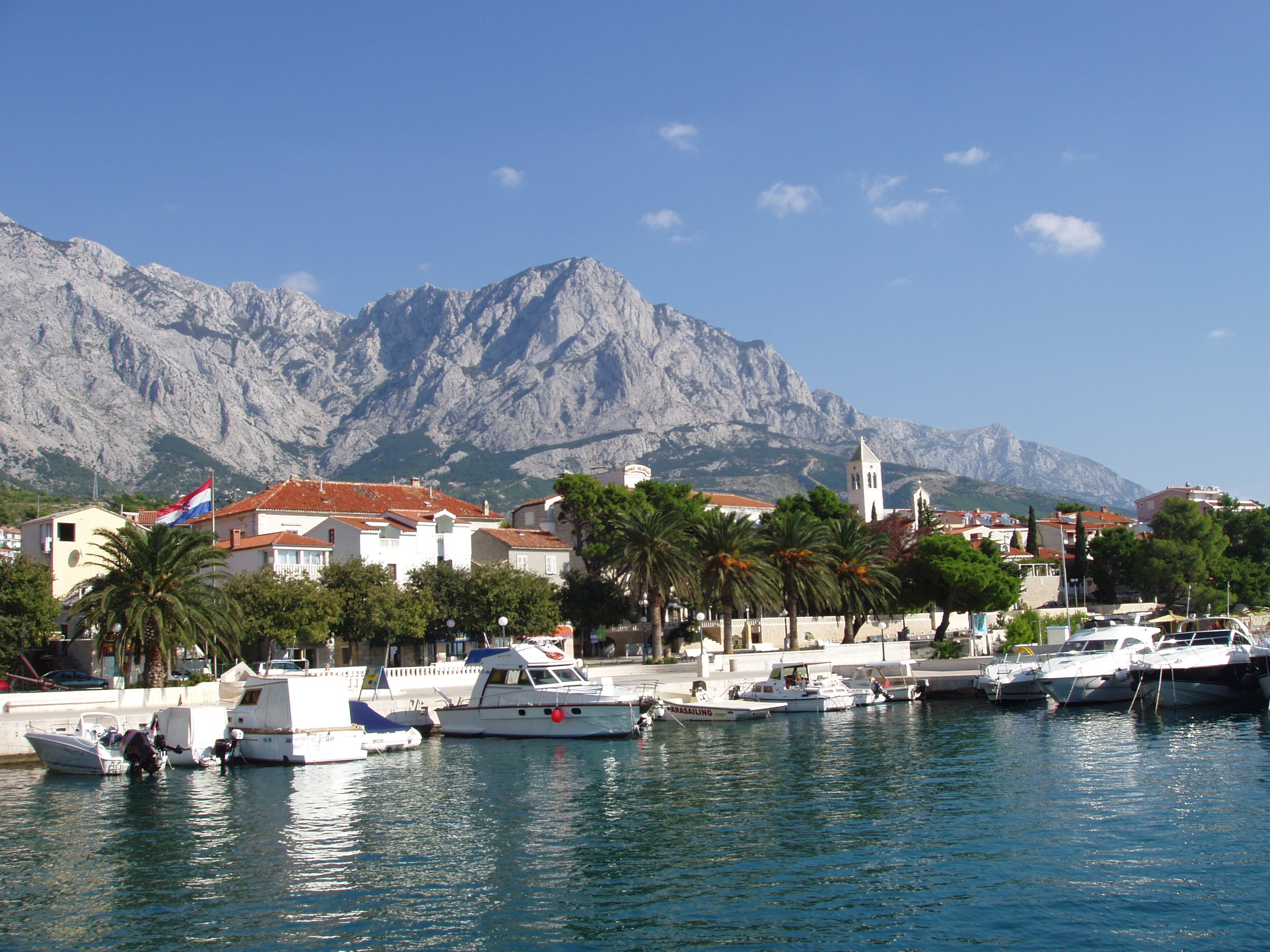
Baška Voda, Dalmatien

Kroatiens klimat varierar från att vara tempererat av kontinental typ i de norra och östra delarna av landet till att vara subtropiskt av Medelhavstyp vid kusten. I bergsregionerna i Lika, Dalmatien och Zagora mellan kusten och inlandet råder bergsklimat.
Årsnederbörden är relativt låg i stora delar av Kroatien tack vare läget vid Medelhavet. Torrast är det vid den södra delen av Medelhavskusten med en nederbörd på cirka 300 mm per år. Mest nederbörd faller i Dinariska alperna och regionen Lika där nederbörden uppgår till cirka 2 000 mm per år.
I Kroatien råder stora temperaturskillnader mellan dag och natt samt sommar och vinter. I inlandet dominerar nordostliga vindar vilka kan medföra snö och kyla, dock oftast med häftiga och månget förekommande växlingar mellan töväder och kyla, emedan Medelhavskusten domineras av milda sydvästvindar från Medelhavet vilka medför regn och milt väder. På sommaren domineras inlandet av ostliga vindar från Ryssland som ger fuktigt och varmt väder. Medelhavskusten domineras av sydvindar från Afrika som medför torka och hetta samt soliga dagar. I inlandet kan sommarnätterna vara svala med temperaturer på nedåt 10–15 grader medan dagstemperaturen kan nå uppemot +30–35 grader eller mer sällan 35–40 grader. På grund av havsvattnet som jämnar ut temperaturen är temperaturskillnaderna vid kusten inte lika uttalade. Där kan dagstemperaturen under sommaren nå +35 grader på dagen för att nattetid falla till +25 grader vilket i meteorologiskt hänseende klassificeras som tropisk natt.
Klimattabell för Zagreb med inlandsklimat:
|                                            | Jan  | Feb  | Mar  | Apr  | Maj  | Jun  | Jul  | Aug  | Sep  | Okt  | Nov  | Dec  |
| ------------------------------------------ | ---- | ---- | ---- | ---- | ---- | ---- | ---- | ---- | ---- | ---- | ---- | ---- |
| Normaldygnets maximitemperaturs medelvärde | 3,1  | 6,1  | 11,3 | 16,4 | 21,3 | 24,6 | 26,7 | 26,2 | 22,3 | 16,2 | 9,3  | 4,4  |
| Normaldygnets minimitemperaturs medelvärde | −4   | −2,5 | 0,9  | 4,9  | 9,2  | 12,7 | 14,2 | 13,7 | 10,4 | 5,8  | 1,8  | −1,9 |
|                                            |      |      |      |      |      |      |      |      |      |      |      |      |
| Nederbörd                                  | 48,6 | 41,9 | 51,6 | 61,5 | 78,8 | 99,3 | 81   | 90,5 | 82,7 | 71,6 | 84,8 | 63,8 |

| Diagram | temperaturer i °C • månadsnederbörd i mm • Källa: Worldweather.org | temperaturer i °C • månadsnederbörd i mm • Källa: Worldweather.org | temperaturer i °C • månadsnederbörd i mm • Källa: Worldweather.org | temperaturer i °C • månadsnederbörd i mm • Källa: Worldweather.org | temperaturer i °C • månadsnederbörd i mm • Källa: Worldweather.org | temperaturer i °C • månadsnederbörd i mm • Källa: Worldweather.org | temperaturer i °C • månadsnederbörd i mm • Källa: Worldweather.org | temperaturer i °C • månadsnederbörd i mm • Källa: Worldweather.org | temperaturer i °C • månadsnederbörd i mm • Källa: Worldweather.org | temperaturer i °C • månadsnederbörd i mm • Källa: Worldweather.org | temperaturer i °C • månadsnederbörd i mm • Källa: Worldweather.org | temperaturer i °C • månadsnederbörd i mm • Källa: Worldweather.org |
|         | 49 3 -4                                                            | 42 6 -3                                                            | 52 11 1                                                            | 62 16 5                                                            | 79 21 9                                                            | 99 25 13                                                           | 81 27 14                                                           | 91 26 14                                                           | 83 22 10                                                           | 72 16 6                                                            | 85 9 2                                                             | 64 4 -2                                                            |

Klimattabell för Split med subtropiskt klimat:
|                                            | Jan  | Feb  | Mar  | Apr  | Maj  | Jun  | Jul  | Aug  | Sep  | Okt  | Nov   | Dec   |
| ------------------------------------------ | ---- | ---- | ---- | ---- | ---- | ---- | ---- | ---- | ---- | ---- | ----- | ----- |
| Normaldygnets maximitemperaturs medelvärde | 10,2 | 11,0 | 13,7 | 17,4 | 22,5 | 26,7 | 29,8 | 29,5 | 25,1 | 20,0 | 19,9  | 11,5  |
| Normaldygnets minimitemperaturs medelvärde | 5,3  | 5,5  | 7,6  | 10,8 | 15,2 | 18,8 | 21,6 | 21,5 | 18,1 | 14,1 | 9,9   | 6,8   |
|                                            |      |      |      |      |      |      |      |      |      |      |       |       |
| Nederbörd                                  | 77,9 | 64,8 | 63,5 | 62,0 | 54,9 | 50,8 | 27,6 | 42,7 | 66,9 | 78,1 | 111,9 | 105,1 |

| Diagram | temperaturer i °C • månadsnederbörd i mm • Källa: Worldweather.org | temperaturer i °C • månadsnederbörd i mm • Källa: Worldweather.org | temperaturer i °C • månadsnederbörd i mm • Källa: Worldweather.org | temperaturer i °C • månadsnederbörd i mm • Källa: Worldweather.org | temperaturer i °C • månadsnederbörd i mm • Källa: Worldweather.org | temperaturer i °C • månadsnederbörd i mm • Källa: Worldweather.org | temperaturer i °C • månadsnederbörd i mm • Källa: Worldweather.org | temperaturer i °C • månadsnederbörd i mm • Källa: Worldweather.org | temperaturer i °C • månadsnederbörd i mm • Källa: Worldweather.org | temperaturer i °C • månadsnederbörd i mm • Källa: Worldweather.org | temperaturer i °C • månadsnederbörd i mm • Källa: Worldweather.org | temperaturer i °C • månadsnederbörd i mm • Källa: Worldweather.org |
|         | 78 10 5                                                            | 65 11 6                                                            | 64 14 8                                                            | 62 17 11                                                           | 55 23 15                                                           | 51 27 19                                                           | 28 30 22                                                           | 43 30 22                                                           | 67 25 18                                                           | 78 20 14                                                           | 112 20 10                                                          | 105 12 7                                                           |

### Naturskydd

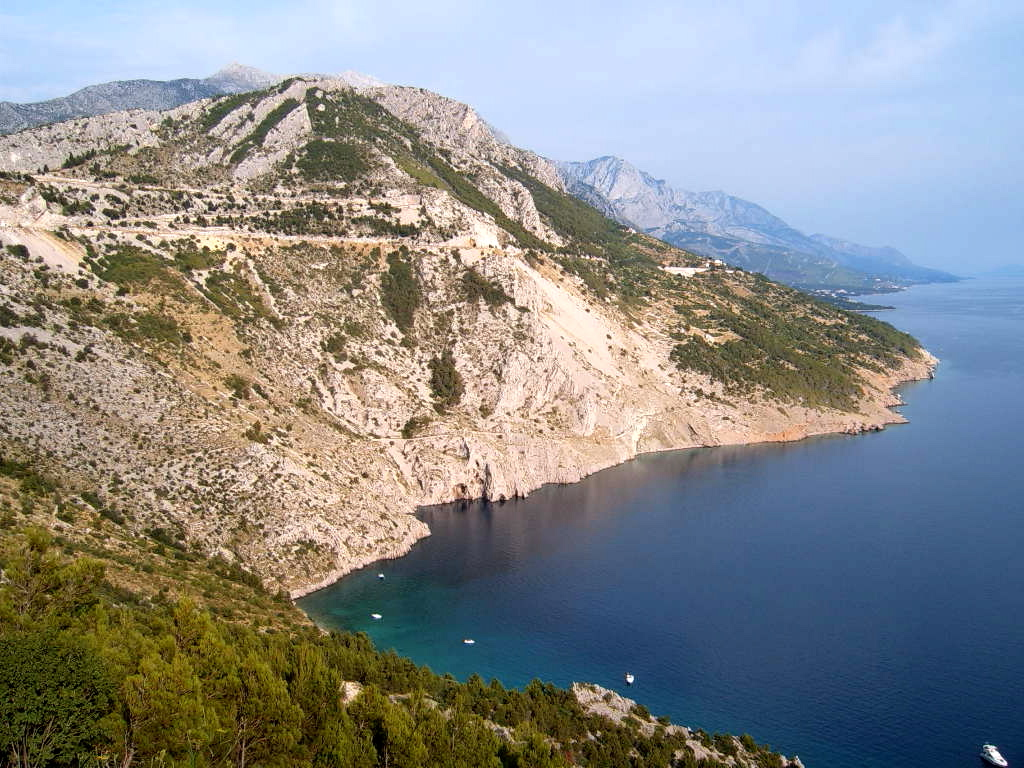
Dalmatiska kusten.

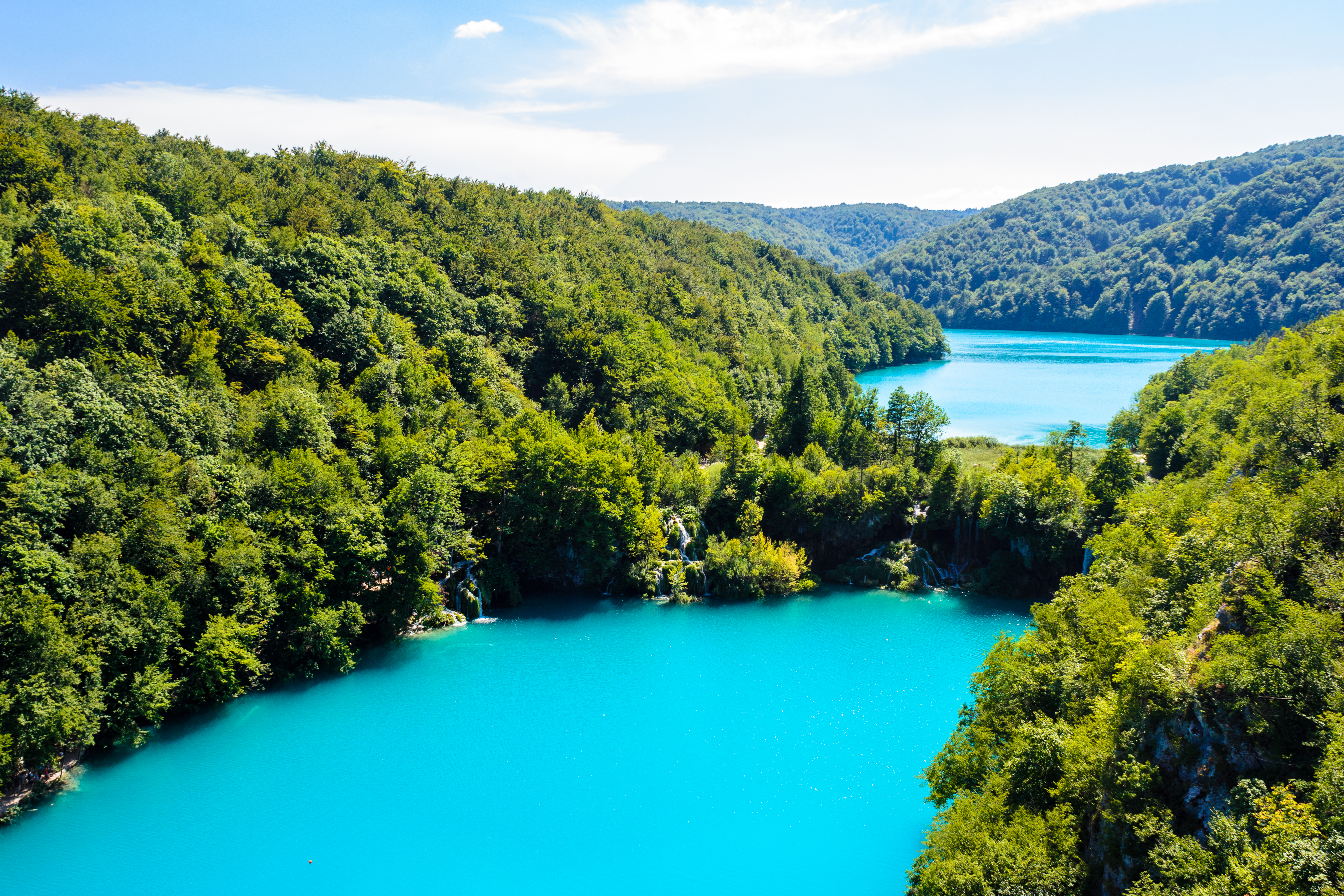
Nationalparken Plitvicesjöarna.

Kroatien har ett antal naturskyddsområden som omfattar nationalparker, naturparker och andra skyddade områden. De första skyddade områdena dateras tillbaka till 1200-talet, men den moderna naturvården började på 1800-talet. Nationalparkerna, som Plitvicesjöarna och Krka, representerar landets mest kända naturskyddsområden. Kroatien har också ett flertal naturparker, både på fastlandet och på öar. Totalt täcker dessa områden över 9% av landets yta.

## Styre och politik

### Författning och styre
Enligt författningen från år 1990 är Kroatien en parlamentarisk representativ demokrati. Kroatiens president är statschef och överbefälhavare. Presidenten utses genom direkt val och mandatperioden är fem år. Enligt författningen kan samma person inneha ämbetet i maximalt två efterföljande mandatperioder. Presidenten utser premiärministern med parlamentets godkännande och har även visst inflytande över utrikespolitiken. Kroatiens parlament (sabor) som sammanträder i Parlamentspalatset i Zagreb består av en kammare med minst 100 och maximalt 160 ledamöter. Ledamöternas mandatperiod är på fyra år. Parlamentet sammanträder 15 januari till 15 juli samt mellan 15 september och 15 december. Ordinarie parlamentsval hålls vart fjärde år. Regeringen (vlada), som leds av premiärministern, består av ställföreträdande premiärministrar och ministrar. Rättssystemet är tredelat, med en högsta domstol samt länsdomstolar och kommundomstolar.

### Administrativ indelning
Kroatien är indelat i 21 län (županije) inklusive Zagreb stad (Grad Zagreb) som uppbär samma status som ett län, 128 städer (gradovi) och 428 kommuner (općine). Landets städer och kommuner delas vidare in i en eller flera bosättningar/samhällen (naselja). I vissa sammanhang delas landet upp i landskap och regioner. Dessa saknar dock statlig administrativ betydelse.

#### Län
Kroatien har 21 län inklusive staden Zagreb som uppbär samma status som ett län och i statistiska sammanställningar av detta skäl brukar listas som ett län. Invånarantalet i tabellen är från den senaste folkräkningen 2011.

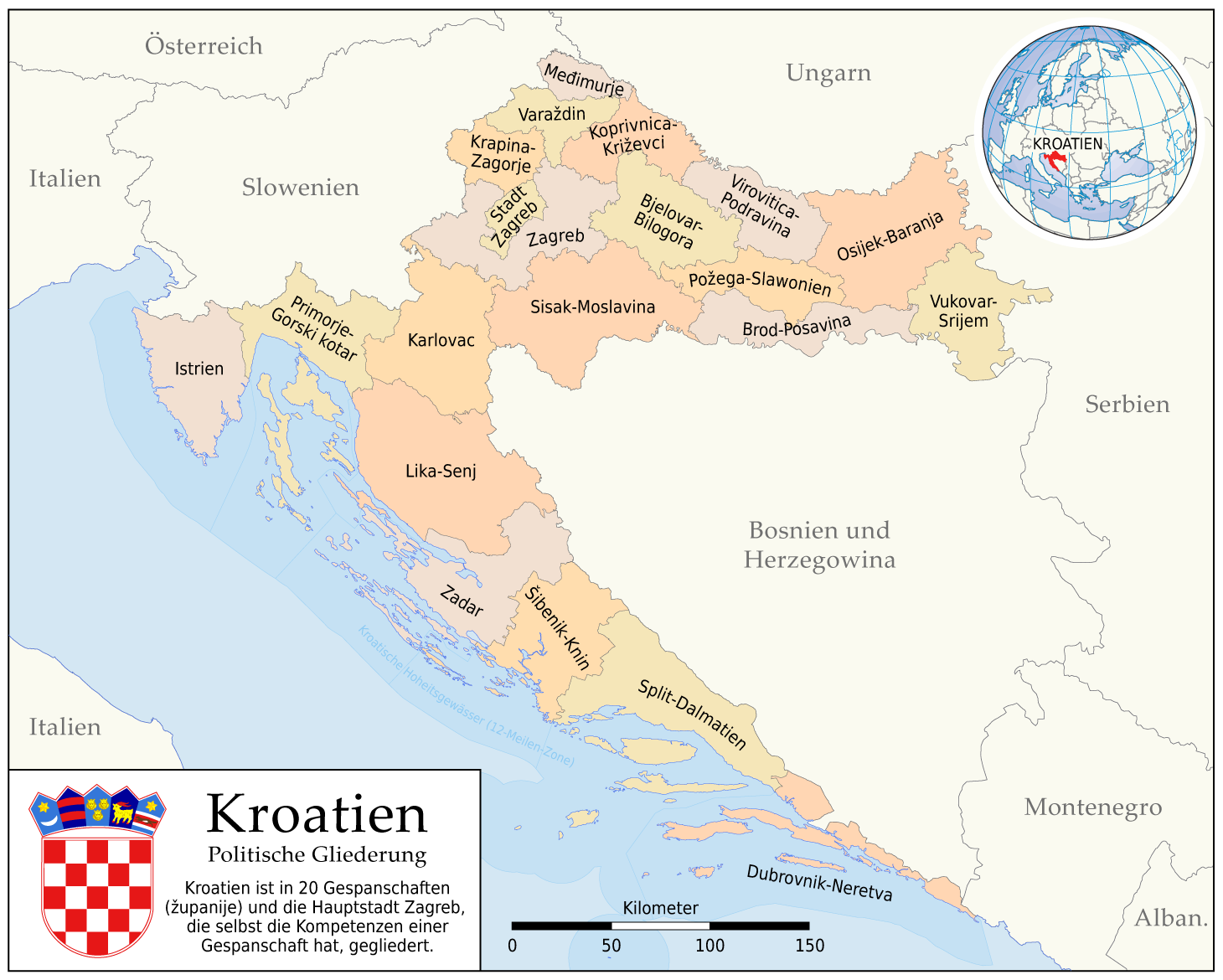
Tyskspråkig karta som visar Kroatiens län.

Animering över Kroatiens län som även visar länsflaggorna.

| Länsvapen | Län                        | Länshuvudstad  | Folkmängd (2011) |
| --------- | -------------------------- | -------------- | ---------------- |
|           | Bjelovar-Bilogoras län     | Bjelovar       | 119 764          |
|           | Brod-Posavinas län         | Slavonski Brod | 158 575          |
|           | Dubrovnik-Neretvas län     | Dubrovnik      | 122 568          |
|           | Istriens län               | Pazin          | 208 055          |
|           | Karlovacs län              | Karlovac       | 128 899          |
|           | Koprivnica-Križevcis län   | Koprivnica     | 115 584          |
|           | Krapina-Zagorjes län       | Krapina        | 132 892          |
|           | Lika-Senjs län             | Gospić         | 50 927           |
|           | Međimurjes län             | Čakovec        | 113 804          |
|           | Osijek-Baranjas län        | Osijek         | 305 032          |
|           | Požega-Slavoniens län      | Požega         | 78 034           |
|           | Primorje-Gorski kotars län | Rijeka         | 296 195          |
|           | Šibenik-Knins län          | Šibenik        | 109 375          |
|           | Sisak-Moslavinas län       | Sisak          | 172 439          |
|           | Split-Dalmatiens län       | Split          | 454 798          |
|           | Varaždins län              | Varaždin       | 175 951          |
|           | Virovitica-Podravinas län  | Virovitica     | 84 836           |
|           | Vukovar-Srijems län        | Vukovar        | 179 521          |
|           | Zadars län                 | Zadar          | 170 017          |
|           | Zagrebs län                | Zagreb         | 317 606          |
|           | Zagreb stad                | Zagreb         | 790 017          |

#### Kommuner
I Kroatien finns 428 kommuner (2013). Liksom städerna är kommunerna en enhet för lokalt självstyre. Till skillnad från städerna har kommunernas centralort sällan eller aldrig mer än 10 000 invånare. Kommunerna består i regel av mindre bosättningar/samhällen som anses höra samman och vara en naturlig, ekonomisk och social enhet.

#### Landskap och regioner

Exempel på regionindelning:
Centrala Kroatien
Slavonien
Kroatiska höglandet (Gorski kotar och Lika)
Norra kroatiska kustlandet (Istrien och Kvarnerviken)
Södra kroatiska kustlandet (Dalmatien)

Kroatien delas ibland in i kulturhistoriska landskap och regioner. Dessa landskap och regioner saknar statlig administrativt betydelse. Det finns inga klart definierade gränser mellan landskapen och regionerna och de sammanfaller inte med de administrativa länsindelningarna. Landskapen och regionerna omnämns vanligtvis i regionalpolitisk, historisk och ekonomisk kontext och utgör en del av den lokala och regionala identiteten. Landskaps- och regionnamnen används många gånger av marknadsföringsskäl. Till exempel delar den statliga kroatiska turistföreningen in Kroatien i 10 regioner. Kroatiens vinregioner och dess underregioner är uppkallade efter landets landskap och regioner.
I kulturhistorisk hänseende särskiljs vanligtvis landskapen centrala Kroatien, Dalmatien, Istrien och Slavonien. Dessa delas sedan in i regioner. Inte minst i marknadsföringssammanhang särskiljs ibland kustområdet mellan Istrien och Dalmatien, runt Kvarnerviken, som en femte region. Ur geografiskt hänseende delas ibland medelhavsområdet istället in i en nordlig och en sydlig del, medan den västliga, bergiga delen av kontinentala Kroatien (centrala Kroatien och Slavonien) särskiljs som en egen region, Kroatiska höglandet.

### Internationella relationer
Den 25 juni 1991 förklarade sig Kroatien självständigt från Jugoslavien. I samband med självständigheten uttryckte den politiska ledningen landets nya politiska kurs som innebar affirmation i världssamfundet och integration i västeuropeiska strukturer. Flera av landets strategiska mål, såsom internationellt erkännande, medlemskap i Förenta nationerna (FN), Europeiska unionen (EU) och Nordatlantiska fördragsorganisationen (Nato), fullbordades de kommande två decennierna efter självständighetsförklaringen.
År 2007 valdes Kroatien till en av de icke-permanenta medlemmarna av FN:s säkerhetsråd för perioden 2008–2009.

#### Europeiska unionen
År 2000 inledde Kroatien förhandlingar om ett stabiliserings- och associeringsavtal med EU och år 2003 ansökte landet formellt om medlemskap i Unionen. År 2004 beviljades Kroatien status som kandidatland och år 2005 inleddes medlemsförhandlingar med EU. Unionen var dock inledningsvis tveksamt till att vidareutveckla Kroatiens kandidatur mot ett eventuellt fullt EU-medlemskap då landet inte ansågs samarbeta tillräckligt kring gripandet av den kroatiske generalen Ante Gotovina. Gotovina stod åtalad vid Internationella krigsförbrytartribunalen för det forna Jugoslavien (ICTY) för krigsbrott begångna under det kroatiska självständighetskriget (1991–1995) men befann sig på fri fot då Kroatien år 2004 ansökte om EU-medlemskap. År 2005 inleddes dock förhandlingarna mellan EU och Kroatien sedan den av krigsförbrytartribunalen sedermera frikände Gotovina samma år hade gripits på Kanarieöarna och utlämnats till ICTY. Medlemsförhandlingarna ledde till omfattande reformer med syfte att anpassa landets ekonomi, regelverk och juridiska system med EU. Ett återkommande hinder under Kroatiens sex år långa medlemsförhandlingar var en gränsdispyt mellan Kroatien och grannlandet Slovenien. Gränsdispyten ledde till att EU-medlemslandet Slovenien vid flera tillfällen blockerade medlemsförhandlingarna. År 2009 kom länderna överens om att låta en internationell domstol lösa tvisten vilket ledde att Slovenien hävde blockeringen. År 2011 signerades anslutningsfördraget och efter en ratificeringsprocess av de övriga medlemsländerna upptogs Kroatien den 1 juli 2013 som Europeiska unionens 28:e medlem.
Efter EU-inträdet genomförde Kroatien flera reformer för en djupare integration i unionen. Vid upprepade tillfällen uttryckte politiska representanter en vilja för Kroatien att ingå i Europeiska unionens "inre kärna" vilket förverkligades den 1 januari 2023 då Kroatien blev det 23:e medlemslandet i Schengenområdet och det 20:e medlemslandet i Euroområdet.

#### Nato och internationella operationer

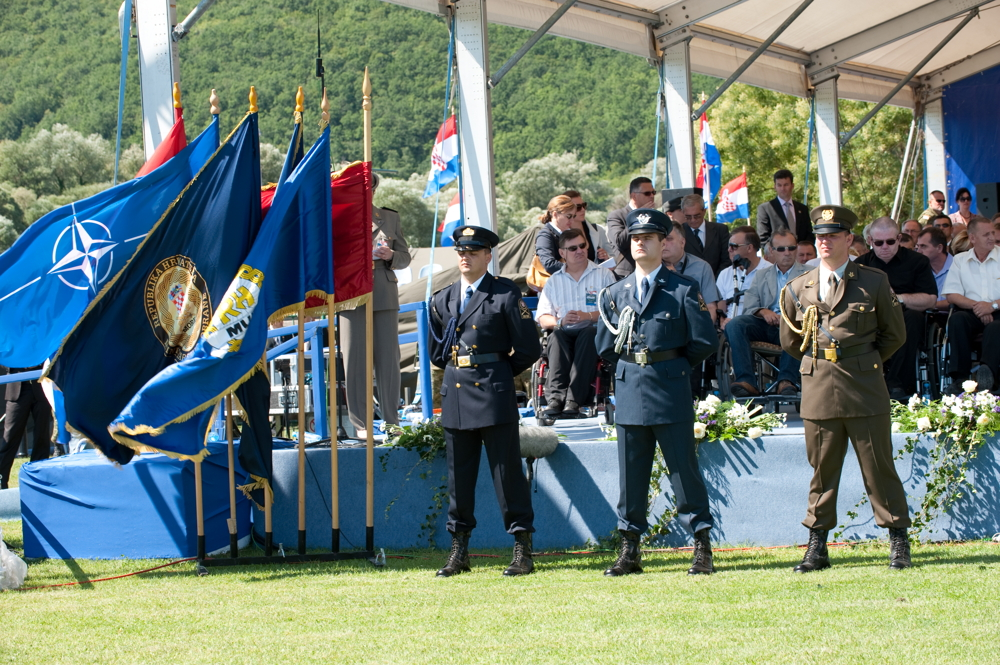
Knin, årsdagen Operation Storm, 2011.

År 2000 blev Kroatien medlem i Nato-projektet Partnerskap för fred och år 2008 fick landet en officiell inbjudan att gå med i Nato. Kroatien är sedan den 1 april 2009 en fullvärdig medlem av försvarsalliansen. Att delta och bidra i fredsbevarande operationer är en av huvudprioriteringarna för Kroatiens utrikes- och säkerhetspolitik. År 2009 deltog landet i 14 internationella fredsbevarande operationer världen över.

#### Gränsdispyter
Sedan år 1991 då Kroatien blev självständigt har landet pågående gränsdispyter med grannländerna Bosnien och Hercegovina, Montenegro, Serbien och Slovenien. Samtliga länder ingick tidigare i den sydslaviska federala staten Jugoslavien. Gränsdispyterna härrör från att den forna staten Jugoslavien hade väldefinierade externa gränser men att gränserna mellan dess delrepubliker och konstituerande territorier på vissa platser inte var lika väldefinierade. Gränsdispyten med Bosnien och Hercegovina berör rätten till de två obebodda holmarna Veliki Školj och Mali Škoj samt Klek-halvöns udde som Kroatien gör anspråk på. Gränsdispyten med Montenegro berör halvön Prevlaka och territorialvattnen närmast halvön. En tillfällig överenskommelse från år 2002 innebär att Kroatien kontrollerar det omstridda området. Gränsdispyten med Serbien handlar om mindre områden som Kroatien gör anspråk på. Tvisten härrör från att Donau som utgör gräns mellan de båda staterna med tiden har ändrat sitt lopp. Kroatien vill att den internationella gränsen ska baseras på flodens tidigare lopp och inte nuvarande lopp som innebär att territorium som kroatiska myndigheter uppfattar som kroatiska har hamnat på "fel sida" om floden och idag kontrolleras av Serbien. Kroatien och Slovenien har flera omtvistade områden längs den gemensamma gränsen. Den mest omskrivna gränsdispyten är gränsområdet i Piranbukten. Slovenien hävdar rätten till större delen av viken medan Kroatien hävdar att gränsen enligt internationell rätt bör gå mitt i viken.

## Ekonomi och infrastruktur
Turism är en viktig del av näringslivet. Kroatiens utrikeshandel är inriktad på EU, och därför påverkas landets ekonomi av trender i länder som Sverige, Nederländerna och Italien. Landets BNP per capita uppskattades (köpkraftsjusterad) 2007 till cirka 15 500 USA-dollar (världsgenomsnittet ligger på 10 000 USA-dollar).
Kroatien är, näst Slovenien, det mest välmående landet av staterna som en gång utgjorde Jugoslavien. I slutet av 1980-talet började i och med kommunismens fall en ekonomisk övergång. Kroatien hade ett fördelaktigt läge men skadades svårt av avindustrialisering och krig. De största problemen för landet idag är en relativt stor arbetslöshet (11,2 % år 2006) och långsamma reformer. Speciellt svåra faktorer är rättssystemet och den allmänna administrationen som båda är föråldrade och ineffektiva.
Landet har haft en snabbare tillväxt på senare år. Flera steg har tagits för att göra Kroatiens ekonomi mer snarlik EU:s och man väntar att detta inom en snar framtid ska leda till ökad aktivitet i ekonomin.

### Näringsliv

#### Turism

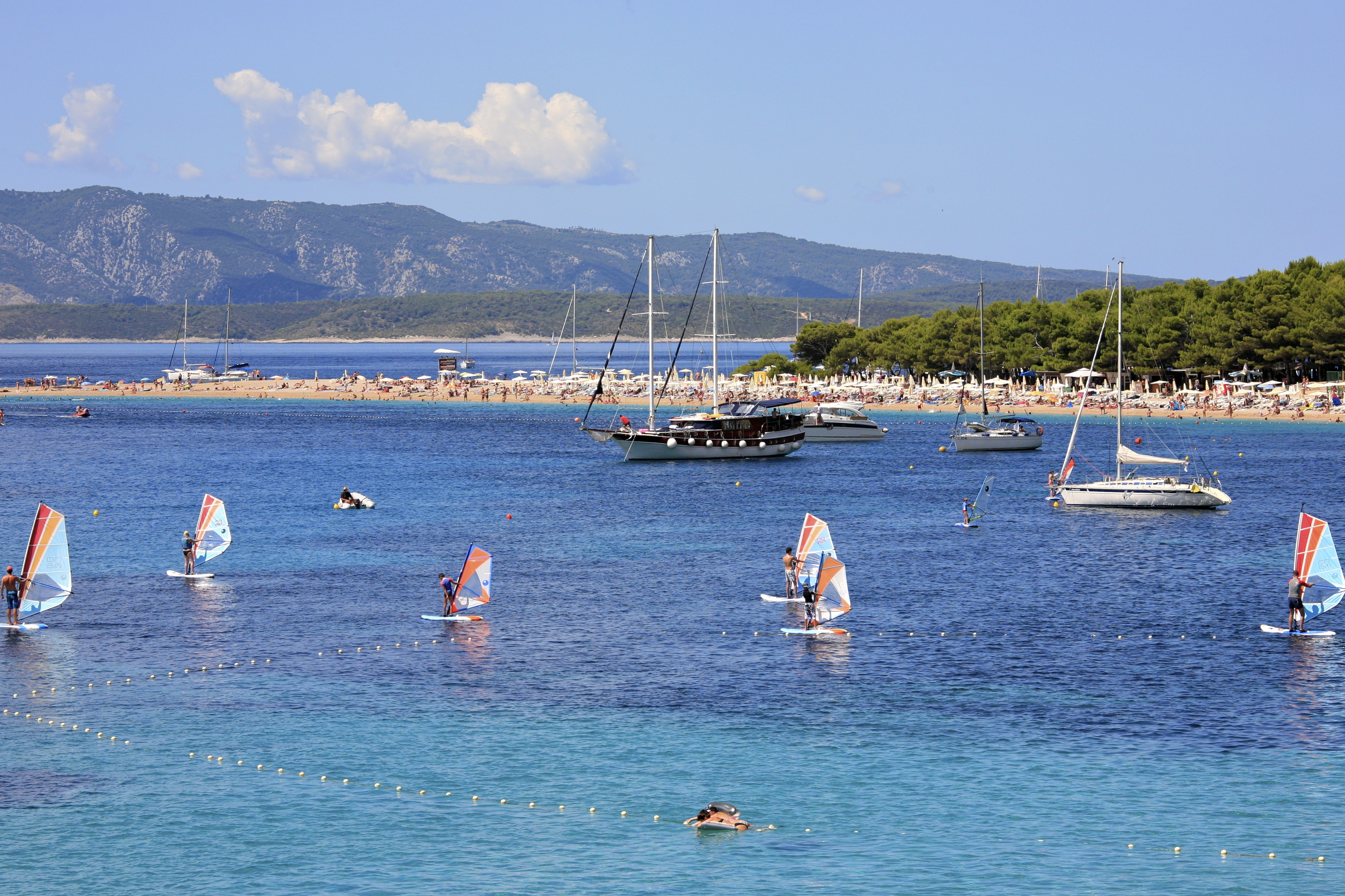
Brač.

Populära turistmål är, förutom huvudstaden Zagreb, kuststäderna Pula, Šibenik, Vodice, Zadar, Baška Voda, Makarska, Hvar, Opatija, Poreč, Rovinj, Split, Pag och den medeltida staden Dubrovnik. Den mest besökta delen är Dalmatien, som utgör den södra delen av Kroatiens kust mot Adriatiska havet. Vid kusten finns också många välbesökta öar, bland annat Krk, Kroatiens största ö, samt nationalparken Kornati och ön Hvar. Även Istrien är välbesökt, till exempel den romerska amfiteatern i Pula och de pittoreska städerna Rovinj och Poreč. I Istrien finns även världens minsta stad, Hum, med bara 23 invånare. Istrien bär än idag starka italienska kulturdrag och i en del kommuner är bland annat vägskyltar skrivna på både kroatiska och italienska; italienska talas fortfarande som förstaspråk bland ett fåtal invånare och det finns italienska skolor.
Kusten var populär bland turister fram till 1980-talet men under den första delen av 1990-talet var det knappt några turister alls som sökte sig till Kroatien då krig pågick. Efter fredsavtalet i Dayton 1995 har turismen återvänt och blomstrat under första hälften av 2000-talet.

### Infrastruktur

#### Transporter

##### Vägar
Under de senaste åren har Kroatien lagt åtskilliga miljarder kronor på att bygga ut landets motorvägsnät och därmed förbinda alla delar av Kroatien. Motorvägarna är avgiftsbelagda. Tunnlarna Grič och Brinje anses vara bland de säkraste och modernaste i Europa år 2007. Den kroatiska regeringen har uttryckt att de även fortsättningsvis kommer att investera i infrastrukturen då den anses utgöra en viktig del i landets ekonomiska återhämtning. Vägbyggandet skapar jobb samtidigt som landet kan räkna med utländska investeringar då många internationella företag är beroende av god infrastruktur. Dessutom är många av de hundratusentals turister som årligen besöker Kroatien bilburna och trafikstockningar var tidigare snarare en regel än undantag. Mindre vägar håller fortfarande en lägre standard än i västra Europa. Men även här avser landets regering investera pengar för att ytterligare höja kvalitén. Efter självständigheten har vägbyggandet fått ett uppsving och år 2005 slutfördes motorvägen (inofficiellt kallad "Dalmatina") mellan huvudstaden Zagreb och landets näst största stad Split i södra Kroatien. Därmed förkortades restiden från cirka 8-9 timmar till fyra timmar. Vid invigningen tillkännagav regeringen att en trettioårig dröm gått i uppfyllelse och att de tänker fortsätta med motorvägen tills den når Dubrovnik i det sydligaste Kroatien. Under år 2007 påbörjas byggandet av Pelješac-bron som kommer att förbinda fastlandet och halvön Pelješac. Den kommer att stå färdig i juni 2022 och då vara Europas 18:e längsta bro.
De flesta motorvägar sköts av det statsägda bolaget Hrvatske autoceste d.d. (Kroatiska motorvägar AB).

##### Järnvägar
Spårstandarden i Kroatien är relativt bra men järnvägsnätet är i behov av modernisering. Järnvägsnätet byggdes ut under tiden då Kroatien ingick i statsbildningen Österrike-Ungern och kroatiska städer var då snarare förbundna med Wien och Budapest än med varandra. Den strukturen fanns delvis kvar även när landet var en del i Jugoslavien, men de delar som anslöt till övriga Jugoslavien prioriterades. Bland annat genomfördes elektrifieringar under 1960- och 1970-talen som skulle knyta ihop med bland annat Jugoslaviens dåvarande huvudstad Belgrad. Tågens standard varierar då ett antal nyare tåg köpts in på senare år, liksom att ett antal äldre renoverats. Dock är fortfarande flera vagnar gamla. Ett typiskt kännetecken på de elektrifierade linjerna är elloken av svensk typ som är byggda i Zagreb på licens från svenska Asea. Den kroatiska regeringen har förklarat att de nu tänker satsa på järnvägsnätet och möjliggöra höghastighetståg att trafikera flera linjer. Under år 2007 påbörjas moderniseringen av sträckan mellan Kroatiens största hamnstad Rijeka, huvudstaden Zagreb och den ungerska gränsen vilket kommer att minska restiden mellan dessa städer avsevärt.
Tågtrafiken sköts främst av bolaget Hrvatske željeznice d.o.o. (Kroatiska järnvägar AB).

##### Sjöfart
Sjöfarten har stor betydelse för Kroatien och har flera stora hamnar. De viktigaste hamnarna ligger i Omišalj, Ploče, Rijeka, Šibenik, Dubrovnik, Dugi Rat, Pula, Split och Zadar. Kroatien har 66 bebodda öar utanför sin kust vilket betyder att det finns ett stort antal lokala färjeförbindelser. 
Kroatiens handelsflotta består av totalt 73 skepp. Några av landets största skeppsvarv heter Uljanik, i Pula, och Viktor Lenacs skeppsvarv och 3. Maj, i Rijeka.

##### Flyg
Kroatiens statsägda flygbolag heter Croatia Airlines. Bolaget grundades 7 augusti 1989 och hette då Zagal (Zagreb Airlines). Då Kroatien blev självständigt år 1991 bytte bolaget namn till Croatia Airlines. Croatia Airlines har en ung och modern flygplansflotta som omfattar 11 flygplan av modellerna Airbus 320, Airbus 319 och ATR 42. År 2007 beställde bolaget fyra moderna flygplan av modellen Bombardier Q400. Croatia Airlines är medlem i IATA, AEA och Star Alliance. Bolaget har under de senaste åren sett en stark ökning av passagerare och år 2005 transporterade Croatia Airlines 1 555 033 passagerare till olika destinationer i Kroatien och världen över.
På senare tid har andra aktörer (bland andra Ryanair) tagit sig in på den kroatiska marknaden och erbjuder lågprisflyg till Kroatien. Internationella flygplatser är Franjo Tuđmans flygplats, Splits flygplats, Dubrovniks flygplats, Pulas flygplats, Rijekas flygplats, Zadars flygplats och Osijeks flygplats.

#### Utbildning
Den allmänna skolplikten gäller från 6 eller 7 till 14 eller 15 år. Grundskolan är obligatorisk och bekostas helt av staten. Grundskolan är indelad i två stadier. I årskurs 1 till 4 undervisas varje klass av en lärare som undervisar i alla ämnen. Ämnena som ingår är kroatiska, matematik, visuell konst och natur- och samhällskunskap. Från årskurs 5 till 8 undervisas varje ämne av en ämneslärare och de ämnen som tillkommer är historia, geografi, biologi, fysik, kemi, med mera. År 2011 var 99,1 % av befolkningen läs- och skrivkunnig.
Mellanskolenivån är ännu en frivillig skolform, likt i Sverige. Mellanskolenivån är indelad i gymnasium och yrkesskola och båda är förlagd under fyra år.
Kroatien har sju universitet, fördelade på städerna Zagreb, Rijeka, Osijek, Split, Zadar, Dubrovnik och Pula. Kroatien har deltagit och börjat anpassa sitt högskolesystem efter Bolognaprocessen, som är i fullt bruk sedan år 2010.

## Befolkning

### Demografi

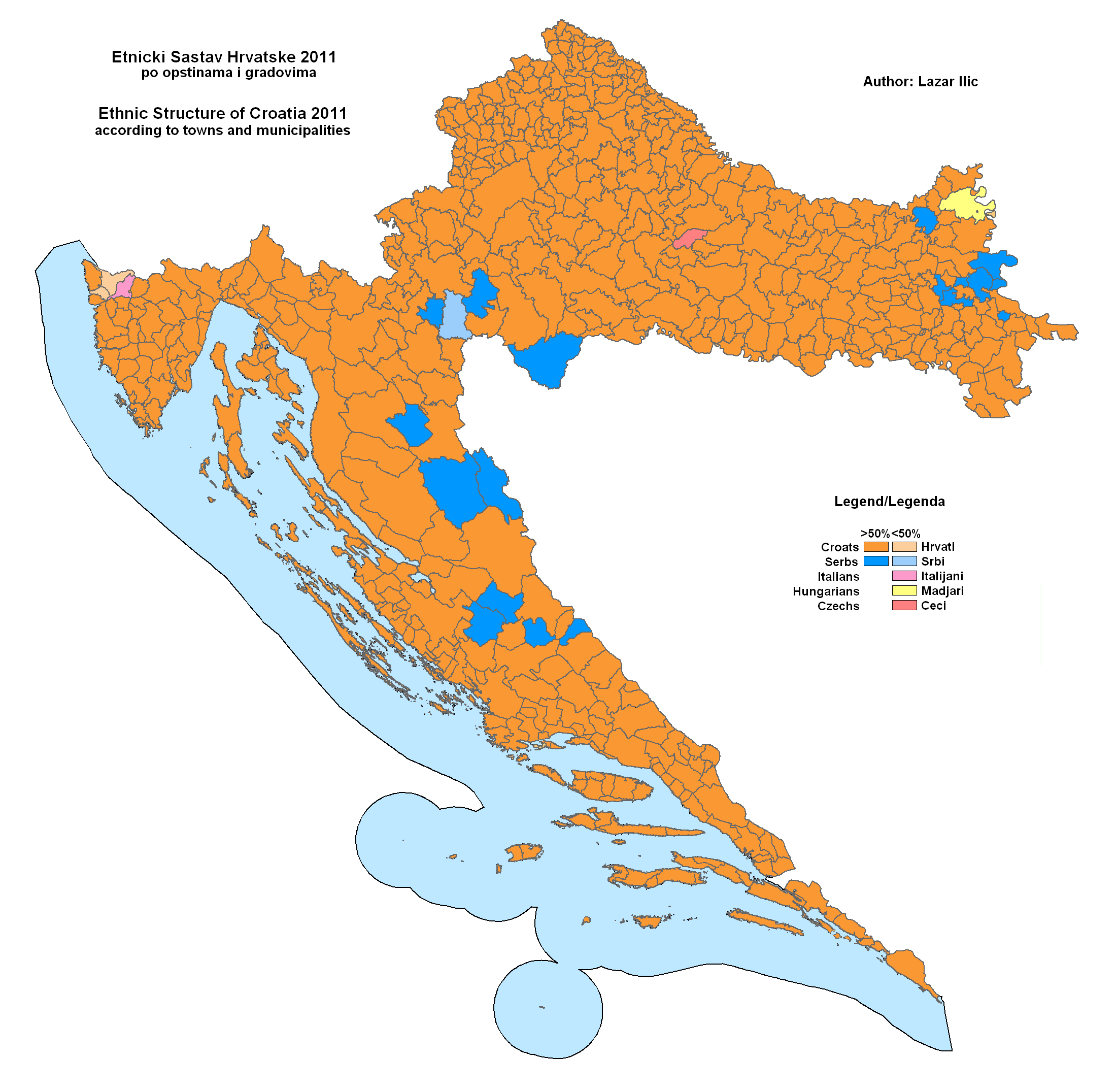
Demografisk karta som visar städernas och kommunernas etniska sammansättning år 2011. Städer och kommuner med betydande majoriteter är markerade:
Kroater >50 %
Kroater <50 %
Serber >50 %
Serber <50 %
Italienare >50 %
Ungrare >50 %
Tjecker >50 %

Enligt folkräkningen år 2011 har Kroatien en befolkning på 4 289 889 invånare. Den absoluta majoriteten, 3 874 321 invånare eller 90,42 % av den totala befolkningen, är kroater. Av dessa är 2 218 554 kvinnor och 2 066 335 män. Medelåldern är 41,2 år (42,9 för kvinnor och 39,4 år för män). År 2010 var den förväntade livslängden 76,6 år (79,6 år för kvinnor och 73,5 år för män) och andelen läs- och skrivkunniga uppgick till 98,8 % (98,2 % kvinnor, 99,5 % män).
Perioden 1991–2010 (med undantag för 1996–1997) hade landet en negativ nativitet som låg under EU-genomsnittet. 
Den stora befolkningsminskningen under framförallt 1990-talet kan förklaras ur ett politiskt, ekonomisk och socialt perspektiv. Det kroatiska självständighetskriget och frigörelsen från Jugoslavien 1991–1995 ledde till stora demografiska förändringar. Under kriget lämnade ett stort antal människor (företrädesvis serber) landet samtidigt som människor dog i strid. De försämrade levnadsvillkoren under och efter kriget ledde till vidare emigration.

#### Större städer
I Kroatien uppbär 128 orter (2013) stadsstatus som är en speciell administrativ enhet för lokalt självstyre. Stadsstatus tilldelas i regel tätorter med minst 10 000 invånare, även om det finns undantag. Endast fyra städer har ett invånarantal på 100 000 invånare eller mera.
Betydande städer i Kroatien inkluderar Zagreb, Split, Rijeka, Osijek, Zadar, Slavonski Brod, Pula, Karlovac, Dubrovnik, Varaždin, Sisak, Šibenik, Vinkovci, Vukovar, Đakovo, Knin, Rovinj, Opatija och Sinj.

#### Migration
Åren 2001–2008 hade landet en positiv nettoflyttning, det vill säga att fler personer flyttade till landet än lämnade det. Perioden 2006–2010 kom de flesta invandrarna från Bosnien och Hercegovina. Under 2009–2010 var det fler som flyttade från Kroatien, än in tll landet.

#### Minoriteter
Kroatien har ett tjugotalet etniska minoriteter. Till den största minoritetsgruppen räknas serberna som utgör 4,36 % av den totala befolkningen. Landets övriga minoriteter utgör var och en mindre än 1 % av befolkningen. Näst efter serberna hör bosniakerna (0,73 %) och italienarna (0,42 %) till de största minoritetsgrupperna. I vissa delar av landet utgör de etniska minoriteterna en påtagligt större del av befolkningen. Landets största minoritet, serberna, är företrädesvis bosatta i de östra delarna av landet. I Kroatiens östligaste län, Vukovar-Srijems län, uppgår den serbiska befolkningen till 15,50 %. Den italienska minoriteten bor företrädesvis i den nordvästra delen av landet. I Istriens län uppgår italienarna till 6,03 % av den totala befolkningen.

##### Serber i Kroatien
Före det kroatiska självständighetskriget utgjorde den största minoritetsgruppen etniska serber närmare 13 % av befolkningen. Under krigsåren lämnade många etniska serber Kroatien av politiska och/eller ekonomiska skäl. Då Kroatien genom Operation storm år 1995 återtog det serbhållna området Krajina flydde uppskattningsvis 250 000 till Serbien, Serbiska republiken och andra delar av världen undan förföljelse och tvångsdeportering av de kroatiska styrkorna. Den kroatiska regeringens officiella ståndpunkt är att alla de serber som flydde eller lämnade landet under det kroatiska självständighetskriget ska och bör återvända till Kroatien om de så önskar. Ekonomiskt stöd har lett till att uppemot 120 000 Kroatienserber återvänt de senaste åren.
Den 14 april 2011 dömde Internationella domstolen i Haag den kroatiske generalen Ante Gotovina till 24 års fängelse för begångna krigsbrott under hans deltagande i Operation Storm. Den tidigare chefen för inrikesdepartementets specialpolis, Mladen Markač, dömdes till 18 års fängelse. Den tredje åtalade vid tribunalen, den tidigare biträdande försvarsministern Ivan Čermak, som 1995 ledde arméns styrka i staden Knin, friades. Åklagarna hade yrkat på 17 års fängelse. Både Čermak och Markač överlämnade sig frivilligt till FN-tribunalen när de åtalades 2004, medan Gotovina greps i Spanien. De fällande domarna överklagades av Gotovina och Markač. Den 16 november 2012 fann rätten dem båda oskyldiga på samtliga åtalspunkter och de försattes genast på fri fot.
Beslutet överklagades, vilket ledde till att både Ante Gotovina och Mladen Markač frisläpptes ett år senare, den 16 november 2013.

### Språk
Kroatiska är officiellt språk och modersmål för majoriteten av landets befolkning. Det är ett slaviskt språk som använder sig av det latinska alfabetet. Andra språk (serbiska, italienska, ungerska, slovenska, tjeckiska, istrorumänska, med flera) talas av mindre än fem procent av befolkningen. I Istrien, där de italiensktalande utgör en större del av befolkningen är även italienskan ett officiellt språk. De serbisktalande använder både det latinska alfabetet och det kyrilliska alfabetet.

### Religion
I Kroatien finns de flesta religioner och trosinriktningar representerade. Den romersk-katolska kyrkan är landets största trossamfund och i folkräkningen 2011 bekände sig 86,28 % av befolkningen till katolicismen. Den övervägande majoriteten av landets katoliker är kroater eller tillhörande den italienska, ungerska, slovenska eller tjeckiska minoriteten.
Den ortodoxa kyrkan är landets näst största trossamfund. De ortodoxa uppgår till 4,43 % av landets befolkning och är företrädesvis serber som tillhör den serbisk-ortodoxa kyrkan. Bland de ortodoxa märks också landets makedonska, montenegrinska och ryska minoriteter. Kroatiens bosniaker och albaner är övervägande muslimer (sunni). Antalet muslimer uppgår till 1,46 % av landets befolkning. Den judiska minoriteten uppgår till 536 personer.

## Kultur
Kroatiens kultur baseras på en tretton århundraden lång historia, under vilken landet lyckats förvärva många monument och städer. Landet härbärgerar också sju världsarv och åtta nationalparker.
Kroatien räknas ibland som ett centraleuropeiskt land på grund av sin kulturella och historiska anknytning till länderna i Centraleuropa. Kroatien tillhörde den centraleuropeiska statsbildningen Habsburg (senare Österrike-Ungern) under flera århundraden innan landet år 1918 uppgick i den då nybildade statsbildningen "Slovenernas, kroaternas och serbernas stat" (sedermera kallat Jugoslavien). Den kroatiska kulturen betecknas mot bakgrund av den historien ibland som "centraleuropeisk" och kroaterna själva anser sig tillhöra den västliga kulturella sfären. En oberoende Gallupundersökning utförd i september och oktober 2008 visade att en majoritet av kroaterna (60 procent) inte identifierade sig med regionen Balkan. Andra länder betraktar ändå ofta Kroatien som en del av Balkan och som en del av före detta Jugoslavien.
Tre nobelpristagare och olika uppfinnare har kommit från Kroatien. Slavoljub Penkala, reservoarpennans uppfinnare, kom från Kroatien och var verksam i Zagreb.[källa behövs]

### Massmedier
Den statliga televisionen (HRT) driver två nationella kanaler samt en internationell kanal via satellit och har även sex regionala tv-center. Det finns två privatägda nationella TV-kanaler och runt 15 regionala. Det finns tre statligt ägda och två privata rikstäckande radiokanaler och en rad olika såväl statliga som privata regionala radiokanaler. Största dagstidningen i Kroatien är 24sata med 163 505 i försåld upplaga (2009). Andra dagstidningar är Jutarnji list och Večernji list.

### Konstarter

#### Musik
Traditionen att spela stråkinstrumentet gusle, vilket är ett typiskt instrument för Balkanländerna, antyder en kulturell samhörighet med angränsande balkanländer. Kända musiker är Marko Perkovic Thompson, Oliver Dragojević, Gibonni, Tony Cetinski, Nina Badrić och Ivana Banfić.[källa behövs]
Klapa är en gren av den kroatiska folkmusiken . Ordet kommer från kroatiskan och kan översättas med ”gäng eller en grupp av vänner”. Musikformen är a cappella och således utan instrument . Dock kan det förekomma ackompanjemang av mandolin eller gitarr. Musikformen är speciellt populär i Dalmatien där den årliga Klapa-festivalen hålles sedan 1967, i den lilla hamnstaden Omiš. Klapa sjunges av såväl manliga som kvinnliga grupper och har ofta smäktande tema från kärlek-hav-vin-hemland etc.
Den kroatiska rocken var särskilt framgångsrik under den så kallade kroatiska Nya Vågen (Novi Val), som varade från slutet av 1970-talet och ungefär tio år framåt. Band som tillhörde denna era är bland andra Azra, Haustor, Film, Buldožer och Paraf. Efter att den nya vågen hade kollapsat i slutet av 1980-talet dök det upp nya band som Daleka Obala, Majke och Laufer. Dessa band spelade musik som både var inspirerad av Nya Vågen såväl som av äldre rockband som Black Sabbath och Led Zeppelin. Let 3 och KUD Idijoti är två framstående band, kända för såväl sin musik som för sina intressanta och ofta kontroversiella framträdanden och konstnummer. Hårdrocksbandet Osmi Putnik från Split har varit framgångsrika både i Kroatien och i de andra exjugoslaviska republikerna. Surfrockbandet The Bambi Molesters från Sisak har blivit omtalade utanför landets gränser och har även kallats en av de bästa banden i världen inom sin genre. Det alternativa rock/metal-bandet Father var framgångsrika med sin första skiva Inspirita i bland annat Storbritannien och har även turnerat med band som Korn, Anthrax och Apocalyptica.[källa behövs]

#### Arkitektur

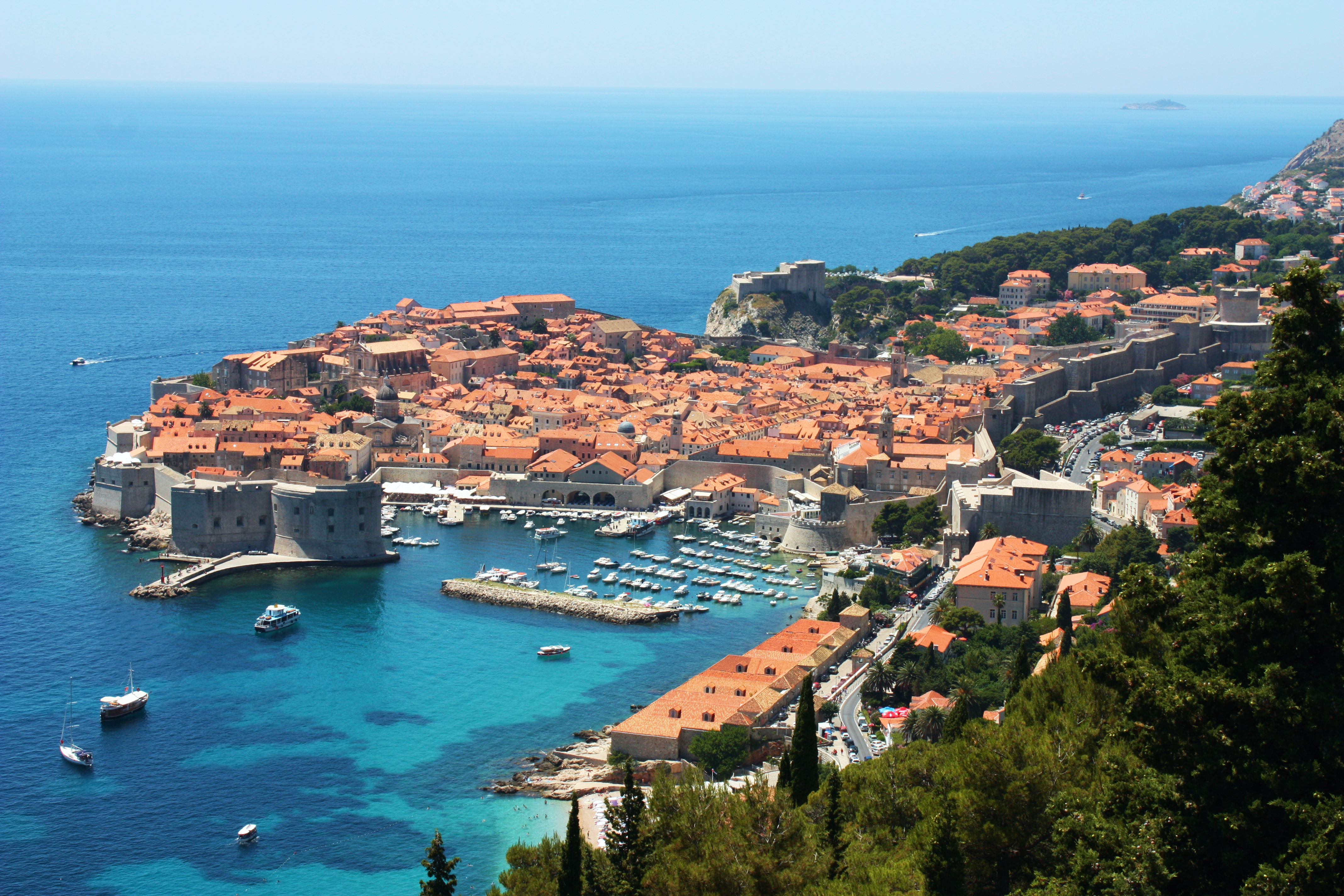
Dubrovnik.

Den kroatiska arkitekturen har påverkats av landets läge i Europa. Kyrkoarkitekturen och profan arkitektur blandar stildrag från Italien och Österrike med andra former som kommer från den bysantinska eller slaviska världen. Inom arkitekturen är det kanske främst gotiken, renässansen och barocken som satt sin prägel på landet.
Den genuint kroatiska arkitekturen uppstod med den förromanska stilen under furst Branimir. I det medeltida kroatiska kungariket på 800–1100-talet utsmyckades kyrkor och kloster med ett karaktäristiskt ornamentalt mönster, det så kallade kroatiska flätmönstret. Längs den adriatiska kusten utvecklades gotiken under 1400-talet efter att Venedig erövrat kustområdena. Den venetianska gotiken påverkade inte bara utformningen av kyrkorna i Dalmatien utan var även stilbildande för det högre ståndets villor och hus i städer som Pula, Zadar, Šibenik och Split. Renässansens viktigaste arkitekter och konstnärer i Kroatien var Juraj Dalmatinac, Nikola Firentinac och Andrija Aleši. Dessa arkitekter och konstnärer var främst verksamma längs med kusten och deltog i bygget av flera kyrkor och offentliga byggnader. Gamla stan i Dubrovnik har flera intressanta byggnationer där Sponzapalatset har drag från både gotiken och renässansen.
Barocken är den stil som mest präglar inlandet. De intressantaste barockbyggnaderna finns i Varaždin, Požega, Osijek, Križevci, Ludbreg och Krapina. Huvudstaden Zagreb är starkt influerad av modernismen och under 1800-talet var det Wiens secessionsstil som gav inspiration vilket syns på bland annat byggnader som Villa Krauss. Arkitekten Hermann Bollé har varit speciellt tongivande vid utformningen av flera byggnader i Zagreb.

### Traditioner
Mellan år 1945 och 1990, då Kroatien var en del av det kommunistiska Jugoslavien, förtrycktes och negligerades traditionella religiösa seder och bruk, liksom i de andra delrepublikerna, av regimen. Trots detta fortsatte många kroater att utöva sina seder och bruk privat. Sedan Kroatien blivit självständigt uppmuntras gamla kroatiska sedvänjor som numera praktiseras flitigt i alla delar av landet. Sederna har ofta ett religiöst katolskt ursprung och är knutna till det katolska kyrkoåret. Många städer och byar håller processioner för att fira påsken, julen eller det lokala skyddshelgonet.

#### Helgdagar och högtider

##### Jul
Liksom i många andra katolska länder har Julen (kroatiska: Božić) i Kroatien en betydligt mer kristen prägel än i exempelvis Sverige. För den typiske kroaten är julen en kristen högtid där man firar Jesu födelse. Julen firas tillsammans med nära och kära och liksom i Sverige och den övriga kristna världen blir kommersiella inslag med dyra julklappar allt vanligare i Kroatien. I de familjer där presentutdelning praktiseras är det enligt traditionen jultomten (Djed Božićnjak) och mer sällan Jesusbarnet (mali Isus) som kommer med dessa på juldagen (den 25 december). Traditionen att Jesusbarnet är den som kommer med presenterna härstammar från Tyskland och Österrike, där barnen får presenter från ”Kristkindl”.
- Advent (kroatiska: Došašće) firas på samma sätt som i Sverige men istället för en adventsljusstake har kroaterna en adventskrans med fyra oftast lite tjockare ljus. Adventskransen ser ungefär ut som en fint dekorerad liggande dörrkrans med fyra ljus i och placeras centralt på bordet.
- Sankt Nikolaus (kroatiska: Sveti Nikola) kan ofta förväxlas med jultomten men kommer redan den 6 december till alla snälla barn. Enligt traditionen (som förutom i Kroatien firas i de flesta centraleuropeiska länder) ska alla barn dagen innan han kommer putsa sina skor och placera dem vid fönstergaveln. Fönstret lämnas på glänt så Sankt Nikolaus under natten kan titta in – och har barnen varit snälla och putsat sina skor ordentligt så får de godis eller leksaker i eller bredvid sina finputsade skor.
- På Luciadagen (den 13 december) är det många kroater som enligt traditionen lägger vetekorn på ett fat och blöter dem så att de börjar gro. Fatet placeras på bordet. På juldagen har det stuckit upp cirka 10 cm långa gröna strån och då knyter de ett band som går i rött, vitt och blått (kroatiska trikoloren) runt dem. Enligt traditionen tror man att om groddarna har tagit sig och vuxit ordentligt väntar ett lyckosamt år.
- Julafton (kroatiska: Badnja večer eller kortare Badnjak) den 24 december firar de flesta tillsammans med familj och/eller vänner. Enligt katolsk tradition äter man inte kött denna dag utan maten består av fisk, närmare bestämt Bakalar som kan liknas vid lutfisk. De traditionsbundna placerar ett halmstrå under bordsduken. Ovanpå halmstrået och bordsduken placeras julaftonsbrödet (Badnji kruh) som består av honung, nötter och torkad frukt och har en central del under middagen. Denna dag bärs även julgranen in och dekoreras med sedvanlig julgransdekoration. Många familjer hänger även så kallade Licitarhjärtan i granen. Dessa hjärtan är traditionsenligt röda, fint dekorerade och tillverkade i ett ätbart material. De hängs dock först och främst upp ur dekorationssynpunkt. Många familjer avslutar julaftonen med att gå på midnattsmässa (kroatiska: polnoćka) där höjdpunkten är de kroatiska melodiska julsångerna.
- Juldagen (kroatiska: Božić) är julens höjdpunkt. Denna dag önskar man sin familj och vänner en god jul (kroatiska: Sretan Božić eller Čestit Božić). Man kan också delta i julottan (Zorica). Denna dag har de flesta familjer någon form av presentutdelning. Enligt traditionen är det jultomten (Djed Božićnjak, direkt översatt "Farfar/Morfar Jul") som kommer med dessa. Julmiddagen kan bestå av gris, kalkon eller både och beroende vilken region man kommer ifrån eller vilka traditioner som praktiseras i familjen. Den centrala delen på julbordet har det glaserade julbrödet (ej att förväxla med julaftonsbrödet). Julbrödet består av bland annat muskot, russin och mandel och är format till en rosenkrans. Många placerar ett ljus i mitten av brödet och det står på bordet fram till Trettondag jul (den 6 januari) då julen anses vara över och brödet delas och äts av alla i familjen.

##### Påsk
Liksom julen har även påsken en starkt kristen prägel och många kroater besöker kyrkan någon gång under denna högtid.
- På påskaftonen är det vanligt att man fyller en liten korg med små portioner av mat och målade påskägg. Korgen tar man med sig till kyrkan där prästen välsignar korgen genom att stänka vigvatten på den. Vid hemkomsten äts sedan den välsignade maten av alla i familjen.

##### Helgdagar
I Kroatien finns det 14 arbetsfria allmänna helgdagar. Dessa är: 
| Datum            | Namn                                                                                      |
| ---------------- | ----------------------------------------------------------------------------------------- |
| 1 januari        | Nyårsdagen                                                                                |
| 6 januari        | Trettondedag jul                                                                          |
| Mars eller april | Påskdagen                                                                                 |
| Mars eller april | Annandag påsk                                                                             |
| 1 maj            | Första maj                                                                                |
| Maj eller juni   | Corpus Christi                                                                            |
| 30 maj           | Nationaldagen                                                                             |
| 22 juni          | Antifascistiska kampdagen                                                                 |
| 5 augusti        | Seger- och fosterländska tacksägelsedagen och de kroatiska försvararnas dag               |
| 15 augusti       | Jungfru Marie himmelsfärd                                                                 |
| 1 november       | Alla helgons dag                                                                          |
| 18 november      | Minnesdagen för offren i Hemlandskriget och Minnesdagen för offren i Vukovar och Škabrnja |
| 25 december      | Juldagen                                                                                  |
| 26 december      | Annandag jul                                                                              |

#### Matkultur
Det genuina kroatiska köket är mångfacetterat och uppvisar många regionala skillnader. Längs med kusten i Istrien, Dalmatien och Primorje är maten inspirerad av Italien men tillagad på "kroatiskt vis". Fisk, skaldjur, pasta och pizza står ofta på menyn. Sjöborre och langust, grillad och serverad med en citronklyfta är populärt på menyn liksom pljeskavica som är en pannbiff lagad av oxkött blandat med peperoni. "Buzzarra" är en tillagningsmetod som passar för flera olika sorters skaldjur. Buzzara betyder helt enkelt att huvudingrediensen är tillagad i en mustig sås med vin, tomat, kryddor och örter. Ibland kan man få bara såsen tillsammans med pasta. Pašticada är en slags köttgryta som vissa beskriver som sötsur. Smaken bygger på att köttet får sjuda länge på låg temperatur tillsammans med bland annat vin och ibland katrinplommon. Rižoto påminner om den italienska risotton, men är ofta lösare i konsistensen och innehåller inte alltid ost. Rižoto är en utmärkt och billig lunchrätt som brukar finnas i ett otal billiga varianter (vegetarisk, skaldjur, husets etcetera) på de flesta restauranger. Inåt landet, där matkulturen är inspirerad av Ungern och Österrike, tar kötträtterna vid. Stekt eller grillat nötkött, lamm och gris är vanligt över hela landet. I Zagorje (regionen norr om Zagreb) är matkulturen inspirerad av Österrike och här hittar man även de bästa schnitzlarna i landet. Huvudstaden Zagreb har sin egen specialitet, Zagrebački odrezak, som är en wienerschnitzel fylld med skinka och ost. I Slavonien, en region i östra Kroatien, står det ungerska köket för kryddiga paprikarätter och rejäla grytor som gulaš. Maneštra är en populär grönsakssoppa som ursprungligen kommer från Istrien. I Kroatien finns det även en del maträtter som ursprungligen härrör från Turkiet och som via grannländerna Serbien och Bosnien och Hercegovina kommit till Kroatien där de har domesticerats. Mest känd är Ćevapčići, en typ av köttfärsrullar som serveras med potatis eller pommes frites och burek som är ett luftigt smördegsbröd som fylls med olika ingredienser, till exempel kött, ost, potatis eller äpple. Även desserter håller en mycket hög standard. Kroatisk glass (kroatiska: sladoled) är en utmärkt konkurrent till den italienska glassen både vad gäller smak och kvalitet. Kremšnita är en härlig vaniljbakelse som ursprungligen kommer från staden Samobor i närheten av Zagreb och går att avnjuta i hela Kroatien liksom štrudl som är en äppelkaka som har sitt ursprung i Österrike.
Kroatien är en stor vinproducent och producerar många olika viner av varierande kvalitet. Det mest kända röda vinerna är Dingač, Plavac och Postup som alla tillverkas i den sydligaste landsdelen Dalmatien. Vita viner tillverkas främst i de norra landsdelarna och de mest kända är Muscatel, Malvazija, Kaštelet och Pošip.
Kroatien är inte bara en stor vinproducent. Öltillverkningen har även den gamla anor. De största ölmärkena i Kroatien är bland annat Ožujsko och Karlovačko.
En av de vanligaste formerna av starksprit är rakija som är en sorts brännvin och finns i mängd olika smaker bland annat plommon, päron mm.

### Sport
Kroatiens handbollslandslag styrs av det Kroatiska Handbollsförbundet (Hrvatski rukometni savez) och har sedan 1992 varit med i internationella Europeiska handbollsförbundet och internationella handbollsförbundet.
Landslaget har under sin korta historia snabbt tagit sig till toppen bland de internationella lagen och även lyckats hålla sig där. De har hittills tagit tre VM-silver (1995, 2005, 2009) och ett VM-guld (2003). De har även haft stora framgångar i OS där de har tagit två guld (1996, 2004).
Kroatien har även ett herrlandslag i fotboll som flera gånger deltagit i VM och EM. År 1998 tog man VM-brons och 2018 tog man VM-silver.

## Internationella rankningar
| Organisation                                | Undersökning                   | Rankning  |
| ------------------------------------------- | ------------------------------ | --------- |
| Heritage Foundation/The Wall Street Journal | Index of Economic Freedom 2019 | 86 av 180 |
| Reportrar utan gränser                      | Pressfrihetsindex 2019         | 64 av 180 |
| Transparency International                  | Korruptionsindex 2018          | 60 av 180 |
| FN:s utvecklingsprogram                     | Human Development Index 2018   | 46 av 189 |